# Team HTC-High Road/2011
Deze pagina geeft een overzicht van de HTC-High Road wielerploeg in 2011. Het team was dit seizoen een van de UCI World Tour teams.

## Algemeen
Sponsor: HTC Corporation
Algemeen manager: Bob Stapleton
Ploegleiders: Rolf Aldag, Brian Holm, Allan Peiper, Valerio Piva, Jan Schaffrath
Fietsmerk: Specialized
Materiaal en banden: Shimano, Vittoria

## Renners
| Naam                | Geboortedatum | Nationaliteit       | Ploeg 2010                         |
| ------------------- | ------------- | ------------------- | ---------------------------------- |
| Michael Albasini    | 20-12-1980    | Zwitserland         |                                    |
| Lars Ytting Bak     | 16-01-1980    | Denemarken          |                                    |
| Matthew Brammeier   | 07-06-1985    | Ierland             | An Post-Sean Kelly                 |
| Mark Cavendish      | 21-05-1985    | Verenigd Koninkrijk |                                    |
| John Degenkolb      | 07-01-1989    | Duitsland           | Thüringer Energie Team             |
| Bernhard Eisel      | 17-02-1981    | Oostenrijk          |                                    |
| Caleb Fairly        | 19-02-1987    | Verenigde Staten    | Team Garmin-Transitions (stagiair) |
| Tejay van Garderen  | 12-08-1988    | Verenigde Staten    |                                    |
| Jan Ghyselinck      | 24-02-1988    | België              |                                    |
| Matthew Goss        | 05-11-1986    | Australië           |                                    |
| Bert Grabsch        | 19-06-1975    | Duitsland           |                                    |
| Patrick Gretsch     | 07-04-1987    | Duitsland           |                                    |
| Leigh Howard        | 18-10-1989    | Australië           |                                    |
| Craig Lewis         | 01-10-1985    | Verenigde Staten    |                                    |
| Tony Martin         | 23-04-1985    | Duitsland           |                                    |
| Danny Pate          | 24-03-1979    | Verenigde Staten    | Team Garmin-Transitions            |
| Marco Pinotti       | 25-02-1976    | Italië              |                                    |
| František Raboň     | 26-09-1983    | Tsjechië            |                                    |
| Alex Rasmussen      | 09-06-1984    | Denemarken          | Team Saxo Bank                     |
| Mark Renshaw        | 22-10-1982    | Australië           |                                    |
| Hayden Roulston     | 10-01-1981    | Nieuw-Zeeland       |                                    |
| Kanstantsin Siwtsow | 09-08-1982    | Wit-Rusland         |                                    |
| Gatis Smukulis      | 15-04-1987    | Letland             | AG2R-La Mondiale                   |
| Martin Velits       | 21-02-1985    | Slowakije           |                                    |
| Peter Velits        | 21-02-1985    | Slowakije           |                                    |

### Vertrokken renners
| Naam                | Nationaliteit | Ploeg 2011                |
| ------------------- | ------------- | ------------------------- |
| Gert Dockx          | België        | Omega Pharma-Lotto        |
| André Greipel       | Duitsland     | Omega Pharma-Lotto        |
| Rasmus Guldhammer   | Denemarken    | Team Concordia-Himmerland |
| Maxime Monfort      | België        | Team Leopard-Trek         |
| Vicente Reynés      | Spanje        | Omega Pharma-Lotto        |
| Michael Rogers      | Australië     | Sky ProCycling            |
| Aleksejs Saramotins | Letland       | Cofidis                   |
| Marcel Sieberg      | Duitsland     | Omega Pharma-Lotto        |

## Overwinningen
| Jayco Bay Cycling Classic 1e etappe: Matthew Goss 4e etappe: Matthew Goss Algemeen klassement: Matthew Goss Cancer Council Classic Winnaar: Matthew Goss Tour Down Under 1e etappe: Matthew Goss Ronde van Qatar 4e etappe: Mark Renshaw Algemeen klassement: Mark Renshaw Ronde van Oman 2e etappe: Matthew Goss 6e etappe: Mark Cavendish Ronde van de Algarve 2e etappe: John Degenkolb 5e etappe (IT): Tony Martin Algemeen klassement: Tony Martin Driedaagse van West-Vlaanderen 1e etappe: John Degenkolb Parijs-Nice 3e etappe: Matthew Goss 6e etappe (IT): Tony Martin Algemeen klassement: Tony Martin Milaan-San Remo Winnaar: Matthew Goss Ronde van Catalonië 1e etappe: Gatis Smukulis Scheldeprijs Winnaar: Mark Cavendish Ronde van het Baskenland 6e etappe (IT): Tony Martin | Eschborn-Frankfurt Winnaar: John Degenkolb Ronde van Italië 1e etappe (TT): Giroteam HTC-High Road 10e etappe: Mark Cavendish 12e etappe: Mark Cavendish Ronde van Californië 8e etappe: Matthew Goss Ronde van Beieren 2e etappe: John Degenkolb 3e etappe: Michael Albasini GP Kanton Aargau Winnaar: Michael Albasini Philadelphia International Championship Winnaar: Alex Rasmussen Critérium du Dauphiné 2e etappe: John Degenkolb 3e etappe: Tony Martin 4e etappe: John Degenkolb Ster ZLM Toer Proloog: Patrick Gretsch 5e etappe: Leigh Howard Nationale kampioenschappen Nieuw-Zeeland - wegwedstrijd: Hayden Roulston Duitsland - wegtijdrit: : Bert Grabsch Ierland - wegtijdrit: Matthew Brammeier Ierland - wegwedstrijd: Matthew Brammeier Wit-Rusland - wegtijdrit: Kanstantsin Sivtsov Letland - wegtijdrit: Gatis Smukulis Ronde van Oostenrijk 7e etappe: Bert Grabsch | Ronde van Frankrijk 5e etappe: Mark Cavendish 7e etappe: Mark Cavendish 11e etappe: Mark Cavendish 15e etappe: Mark Cavendish 20e etappe (IT): Tony Martin 21e etappe: Mark Cavendish Puntenklassement: Mark Cavendish Ronde van Utah 3e etappe: Tejay van Garderen USA Pro Cycling Challenge Proloog: Patrick Gretsch Ronde van Spanje 10e etappe (IT): Tony Martin 13e etappe: Michael Albasini Ronde van Groot-Brittannië 1e etappe: Mark Cavendish 5e etappe: Mark Renshaw 8e etappe B: Mark Cavendish Ronde van Peking 1e etappe (IT): Tony Martin Eindklassement: Tony Martin Chrono des Nations Winnaar: Tony Martin |

1989 · 1990 · 1991 · 1992 · 1993 · 1994 · 1995 · 1996 · 1997 · 1998 · 1999 · 2000 · 2001 · 2002 · 2003 · 2004 · 2005 · 2006 · 2007 · 2008 · 2009 · 2010 · 2011
AG2R-La Mondiale · Astana · BMC Racing Team · Euskaltel-Euskadi · Team Garmin-Cervélo · Team HTC-High Road · Katjoesja · Lampre-ISD · Team Leopard-Trek · Liquigas-Cannondale · Team Movistar · Omega Pharma-Lotto · Quick Step · Rabobank · Team RadioShack · Saxo Bank-Sungard · Sky ProCycling · Vacansoleil-DCM